# Vampyr (film)
Vampyr, med den fulde titel Vampyr – Der Traum des Allan Grey, er en tysk-fransk vampyrfilm fra 1932, skabt af den danske instruktør Carl Th. Dreyer. Filmen blev optaget i Frankrig og var Dreyers første tonefilm. Efter den gik der 10 år, før han igen fik arbejde som instruktør.
Filmen er især berømt for sin drømmeagtige atmosfære. Dens højdepunkt er en sekvens, hvor hovedpersonen oplever sin egen begravelse, filmet nede fra kisten med subjektivt kamera.
Filmens handling er løst baseret på J. Sheridan Le Fanus kortroman Carmilla, hvor det fatale forhold mellem to adelige teenagepiger – hvoraf den ene er vampyr – skildres med lesbiske undertoner. Blandt mange andre værker bygget over denne fortælling er to film, hvor vampyrpigen Carmilla spilles af danske skuespillere: Roger Vadims Et mourir de plaisir (1960) med Annette Strøyberg, og Jimmy Sangsters Hammer-film Lust for a Vampire (1970) med kultstjernen Jytte Stensgaard.

## Medvirkende
- Julian West som Allan Grey
- Maurice Schutz som Lord of the Manor
- Rena Mandel som Gisele
- Sybille Schmitz som Leone
- Jan Hieronimko som Village Doktor
- Henriette Gérard som Marguerite Chopin, Kvinde fra kirkegården
- Albert Bras som Gamle tjener
- N. Babanini som Hans Kone
- Jane Mora som Sygeplejerske